# Баласор
Баласор (ория ବାଲେଶ୍ଵର / англ. Balasore или Балешвар англ. Baleshwar) — город в индийском штате Орисса. Административный центр округа Баласор. Средняя высота над уровнем моря — 15 метров. По данным всеиндийской переписи 2011 года, в городе проживало 177 557 человек, из которых мужчины составляли 51,11 %, женщины — соответственно 48,89 %. Уровень грамотности взрослого населения составлял 86,58 %. 10,09 % населения было моложе 6 лет.